# 高野晴代
高野 晴代（たかの はるよ、1951年 - ）は、日本の日本文学研究者。専門は中古文学、日記文学、王朝和歌。日本女子大学名誉教授。

## 経歴
1974年日本女子大学文学部国文学科卒業、1980年日本女子大学大学院文学研究科博士課程単位取得満期退学。星美学園短期大学講師、助教授、教授を経て、2007年に日本女子大教授に就任した。2016年には日本女子大文学部長に就任し、2020年に定年退職するまで同職にあった。2020年定年退職、名誉教授、日本女子大学客員研究員。

## 著書

### 単著
- 『源氏物語の和歌 (コレクション日本歌人選) 』笠間書院、2011年 ISBN 978-4305706089
- 『広岡浅子「草詠」 』翰林書房、2019年 ISBN 978-4877374341

### 共著
- 『煌きのサンセット―文学に「老い」を読む』 (福祉文化ライブラリー) 中央法規出版、1993年 ISBN 978-4805810736

一番ヶ瀬康子・江種満子・丸山和香子・漆田和代・加藤美枝・平田澄子
- 室城秀之・鈴木宏子『小町集・業平集・遍昭集・素性集・伊勢集・猿丸集　和歌文学大系』明治書院、1998年 ISBN 978-4625513183
- 久保田淳・鈴木宏子・高木和子・髙橋由記『古今和歌集　和歌文学大系』明治書院、2021年 ISBN 978-4625424380